# Кшосек, Гжегож
Гжегож Кшосек (пол. Grzegorz Krzosek; род. 10 января 1976) — польский легкоатлет, специалист по бегу на средние дистанции. Выступал за сборную Польши по лёгкой атлетике в 1997—2006 годах, бронзовый призёр молодёжного европейского первенства, многократный победитель польских национальных первенств, участник чемпионатов Европы и мира.

## Биография
Гжегож Кшосек родился 10 января 1976 года в городе Лемборк Поморского воеводства, Польша.
Занимался бегом в Радоме, состоял в местном легкоатлетическом клубе «Радомяк».
Первого серьёзного успеха на международном уровне добился в сезоне 1997 года, когда вошёл в состав польской национальной сборной и побывал на молодёжном чемпионате Европы в Турку, откуда привёз награду бронзового достоинства, выигранную в беге на 800 метров — в финале уступил только итальянцу Андреа Лонго и швейцарцу Андре Бюше.
Начиная с 2000 года выступал на взрослом уровне. Так, в этом сезоне отметился выступлением на взрослом чемпионате Европы в помещении в Генте, где, однако, остановился уже на предварительном квалификационном этапе 800-метровой дисциплины.
В 2001 году на соревнованиях в Быдгоще установил свой личный рекорд в беге на 800 метров — 1:45,97. Этот результат на то время являлся одиннадцатым в истории польской лёгкой атлетики. Кроме того, Кшосек стартовал на чемпионате мира в Эдмонтоне, где не смог пройти дальше предварительного этапа, и на летней Универсиаде в Пекине, где дошёл до стадии полуфиналов.
На европейском первенстве 2002 года в Мюнхене остановился в полуфинале программы бега на 800 метров.
В 2003 году принял участие в Кубке Европы в помещении в Лейпциге, занял второе место в эстафете 200 + 400 + 600 + 800 метров, тогда как в командном зачёте польская сборная расположилась на шестой строке.
В 2005 году выступил на европейском первенстве в помещении в Мадриде, был далёк здесь от попадания в число призёров. Участвовал в Кубке Европы во Флоренции — занял второе место в индивидуальном зачёте бега на 800 метров и четвёртое место в командном зачёте.
В 2006 году отметился выступлением на чемпионате Европы в Гётеборге, где дошёл до полуфинала.
В течение своей спортивной карьеры Гжегож Кшосек четыре раза становился чемпионом Польши на открытом стадионе (1997, 2000, 2002, 2006) и четыре раза выигрывал польское национальное первенство в помещении (2000, 2003, 2004, 2006).